# Райжяй
Райжяй (лит. Raižiai) — село в волости Алитусского района, в 7 км к юго-востоку от Пуни и в 5 км к юго-западу от Бутримониса. В селе есть Райжяйская мечеть (построена в 1889 году, на данный момент является памятником культуры) и мусульманская религиозная община. На полях села есть несколько старых татарских кладбищ. Почтовое отделение Райжяя находится в Норгелишкес.
К 600-летию Грюнвальдской битвы 26 июня 2010 года был открыт памятник Витовту (скульптор Йонас Ягела). Это единственный памятник Витовту, открытый после приобретения независимости. По этому же случаю возле мечети были установлены двое солнечных часов конструкции Йонаса Навикса, одна из которых показывает местное время, а другая — Грюнвальдское (Польша).

## История
Поселение было основано в XV веке. Вокруг Райжяя было 9 деревень, где раньше жили только литовские татары. Считается, что уже в XVI веке стояла мечеть. К 1630 году в селе было 44 татарских дома.

## Население
| Год  | Численность | Численность |
| ---- | ----------- | ----------- |
| 2001 | 113         |             |

## Известные уроженцы
- Ян Халецкий — генерал-майор армии Российской империи[2].

## Галерея

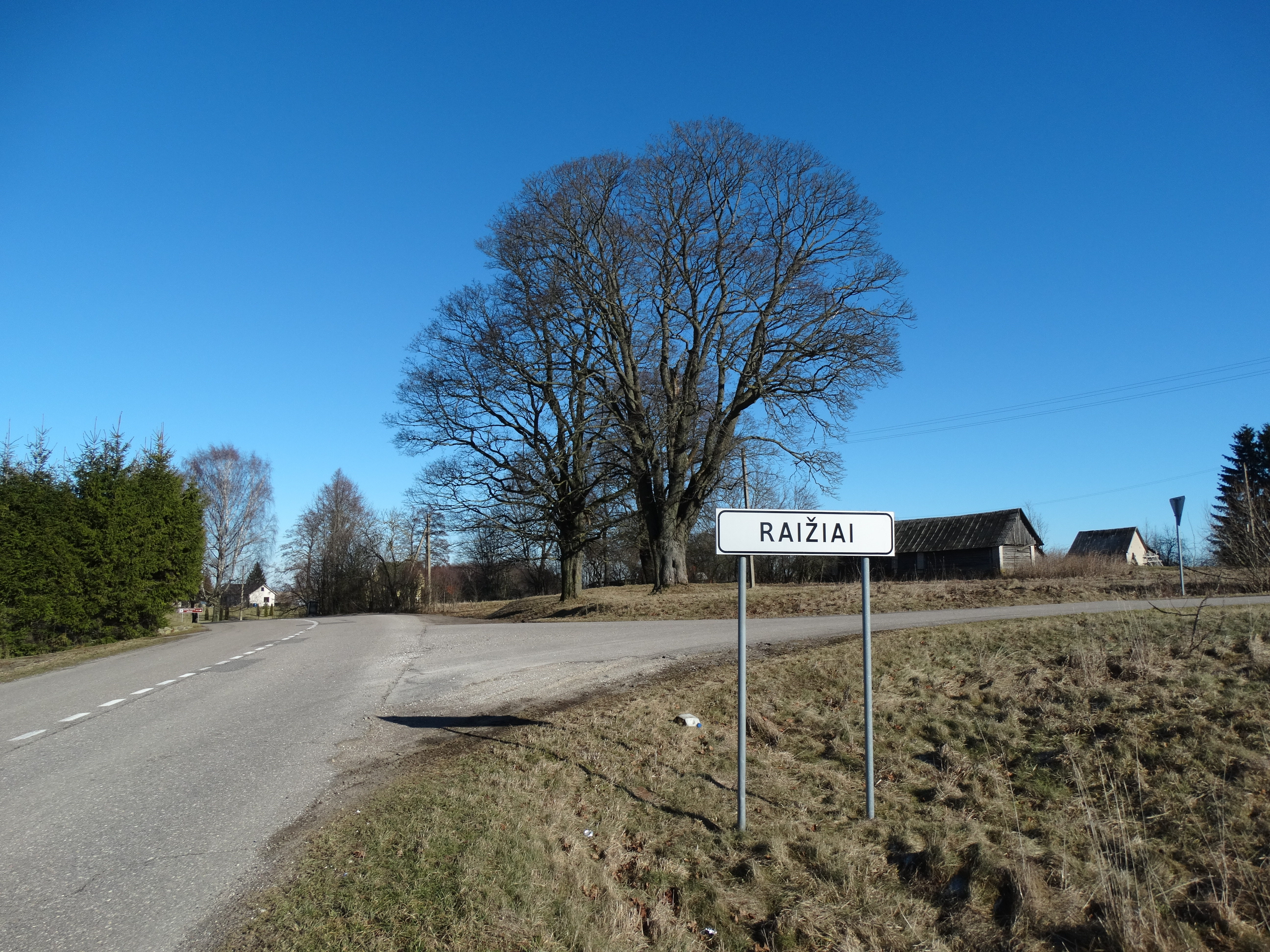
Знак ограничения на дороге
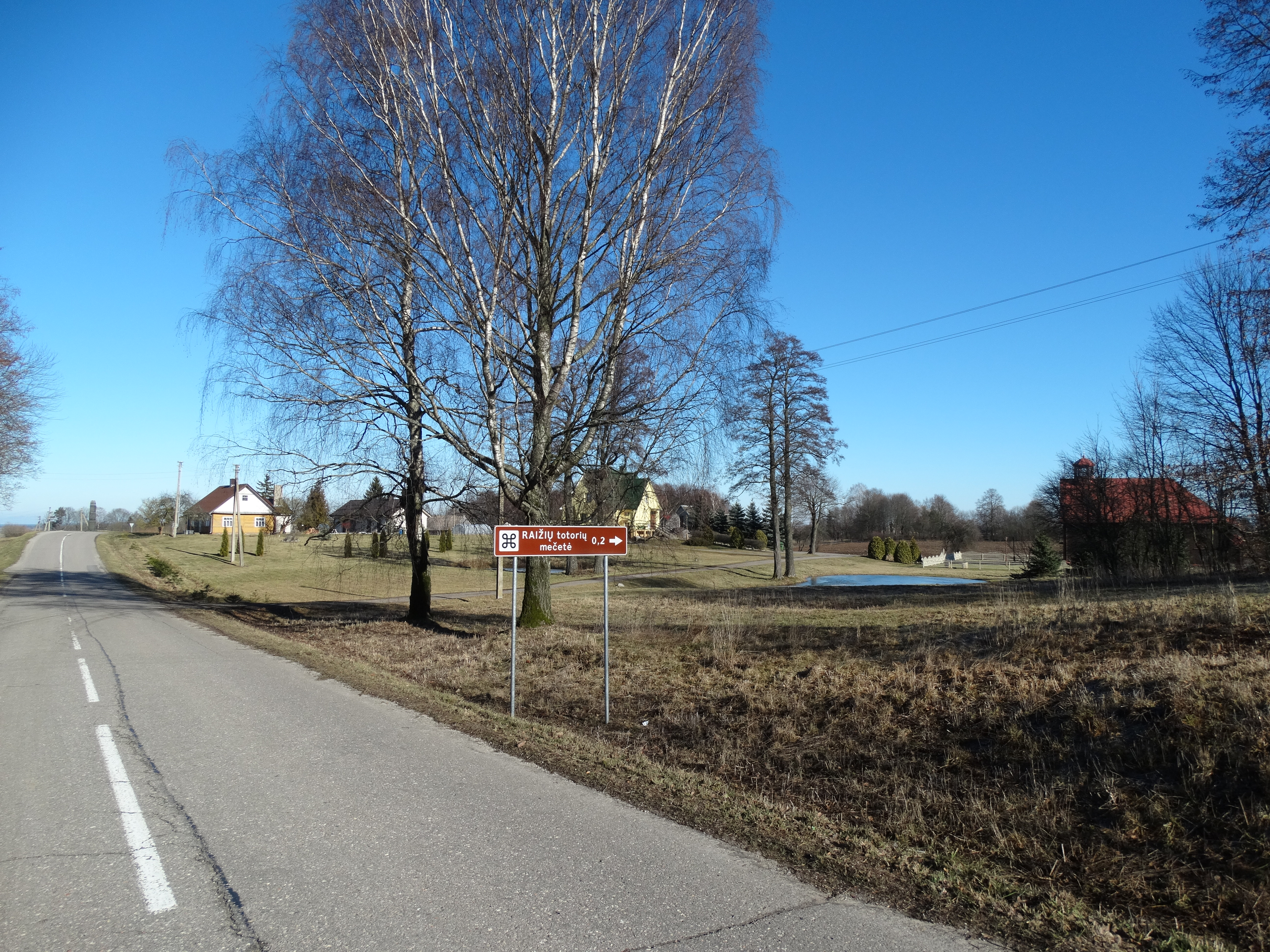
Главная улица
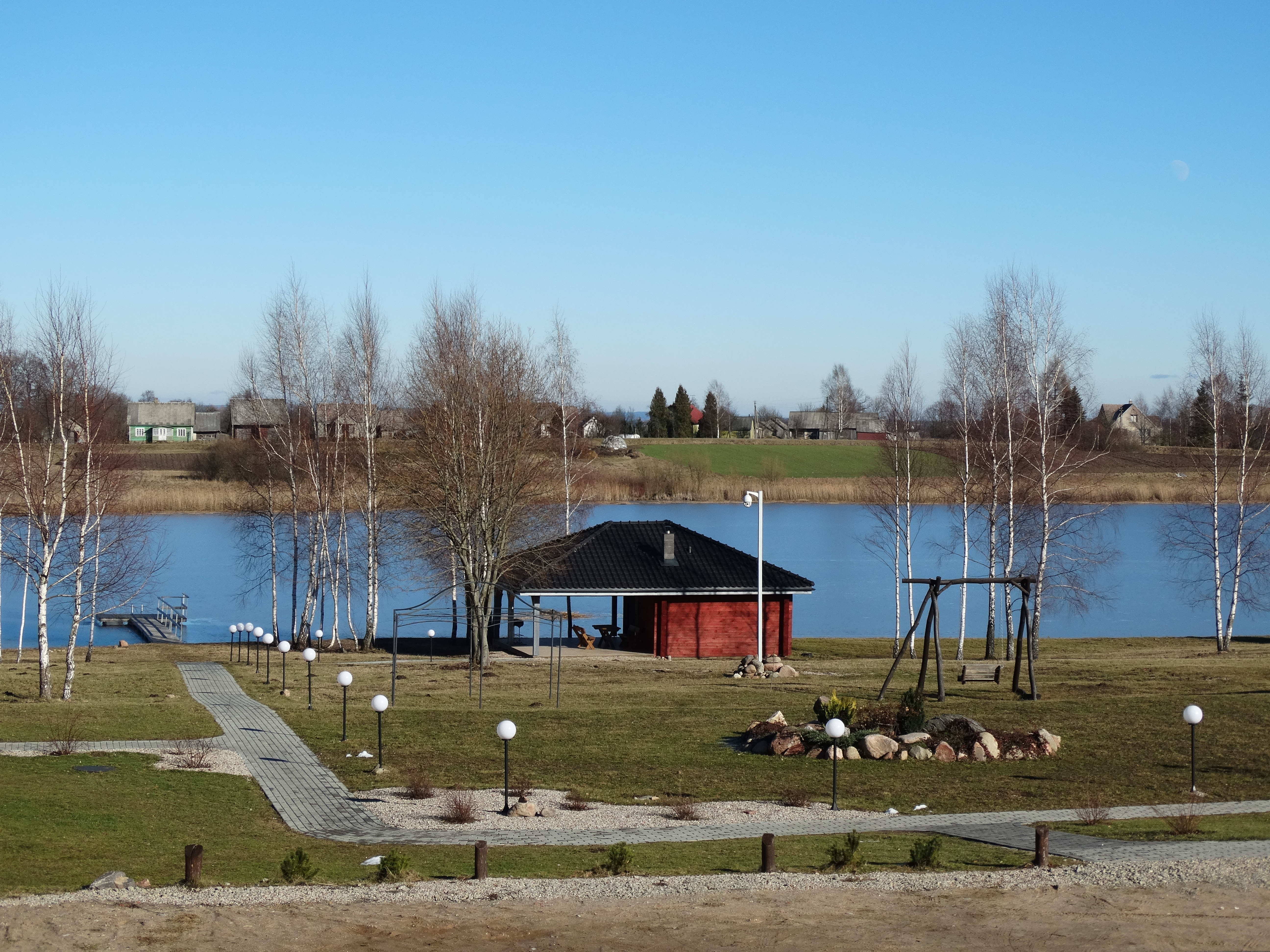
Пруд